# Leptotyphlops kafubi
Leptotyphlops kafubi — вид змій родини струнких сліпунів (Leptotyphlopidae). Ендемік Південно-Африканської Республіки.

## Поширення і екологія
Leptotyphlops kafubi мешкають на південному сході Республіки Конго, на сході Анголи, на півдні ДР Конго (Катанга) та на північному заході Замбії. Вони живуть в саванах, на висоті до 1200 м над рівнем моря, трапляються поблизу людських поселень. Ведуть риючий спосіб життя. Відкладають яйця.